# Harrington Emerson

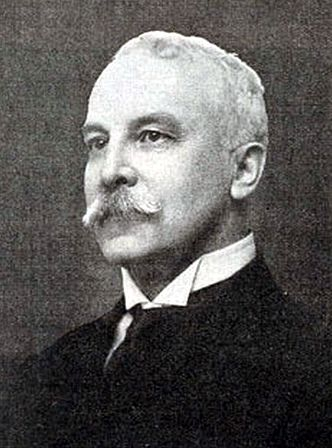
Harrington Emerson, 1911

Harrington Emerson (* 2. August 1853 in Trenton, New Jersey; † 2. September 1931 in New York) war ein US-amerikanischer Unternehmensberater und Organisationstheoretiker.

## Leben
Harrington Emerson wurde als Sohn von Edwin und Mary Louise Emerson geboren.
Seine Ausbildung erhielt er in England, Frankreich, Deutschland, Italien und Griechenland. 1870 heiratete er Florence Brooke, mit der er einen Sohn, Raffe, hatte.
Ab 1876 leitete er das „Modern Language Department“ der Universität von Nebraska. 1882 verließ er die Universität, um zusammen mit seinem Bruder S.D.I. Emerson  im Bank- und Immobilien-Bereich zu arbeiten. Von 1885 bis 1891 unternahm er Forschungsarbeiten für die Burlington Railroad.
1895 heiratete er Mary Crawford Supple, mit der er drei Töchter (Louise, Isabel und Margaret) bekam.
Von 1895 bis 1899 war er Repräsentant der „British syndicate Investing“ in Amerika. Gleichzeitig untersuchte er die Finanzen und den Betrieb von vielen Fabriken und Bergwerken in Mexico, den USA und Kanada.
Von 1899 bis 1901 leitete er eine Glasfabrik.
Von 1901 bis 1907 war er ein Industrie- und Unternehmensberater. Von 1904 bis 1907 führte er eine Reorganisation der Atchison, Topeka und Santa Fe Eisenbahn durch. Er führte einen Bonusplan, Standardkosten, und die Buchführung mittels Tabulatoren ein. Zusätzlich plante er die Wartung der Ausrüstung und des rollenden Materials.
Von 1907 1911 war er der Kronzeuge im Fall „Eastern rates case“. 1911 wurde er in das „Civilian Expert Board on Industrial Management“ der U.S. Navy Werften berufen, um den Betrieb und die Rahmenbedingungen der Werften zu untersuchen.
1921 wurde er zum Mitglied im „Hoover Committee for the Elimination of Haste in Industry“ berufen; er bearbeitete den Bereich Kohle und Eisenbahn. 1929 besuchte er den „International Management Congress“ in Paris.
Am 2. September 1931 starb er 78-jährig in New York City.

## Bedeutung
Emerson arbeitet eng mit Frederick Winslow Taylor zusammen und war einer der Begründer des Scientific Management.

## Werke
- Werkverzeichnis von Harrington Emerson

| Personendaten    | Personendaten                                        |
| ---------------- | ---------------------------------------------------- |
| NAME             | Emerson, Harrington                                  |
| KURZBESCHREIBUNG | US-amerikanischer Manager und Management-Theoretiker |
| GEBURTSDATUM     | 2. August 1853                                       |
| GEBURTSORT       | Trenton, New Jersey, USA                             |
| STERBEDATUM      | 2. September 1931                                    |
| STERBEORT        | New York City, New York, USA                         |